# Rue Rivet
La rue Rivet est une voie du quartier des Chartreux dans le 1er arrondissement de Lyon, en France.

## Situation et accès
La rue débute place Rouville pour se terminer rue de Flesselles. Elle est traversée par la rue Prunelle. La circulation est dans le sens inverse de la numérotation et à double-sens cyclable avec un stationnement des deux côtés. Un stationnement cyclable est disponible au croisement de la rue Flesselles.

## Origine du nom
Jean-Charles Rivet (1800-1872) est un préfet du Rhône et député du Rhône.

## Histoire
La rue est ouverte vers 1830. Son nom est donné le 9 mars 1843 par délibération du conseil municipal.

## Lieux remarquables
- Au N°2, Louis Thomas (1892-1989) architecte et peintre lyonnais, a vécu ici de 1936 à 1989.

- Au N°17, maison natale de Tony Garnier (1869-1948) architecte lyonnais.

- Toujours au N°17, plaque en mémoire de Paul Gachet (1921-1943), fusillé par les Allemands.

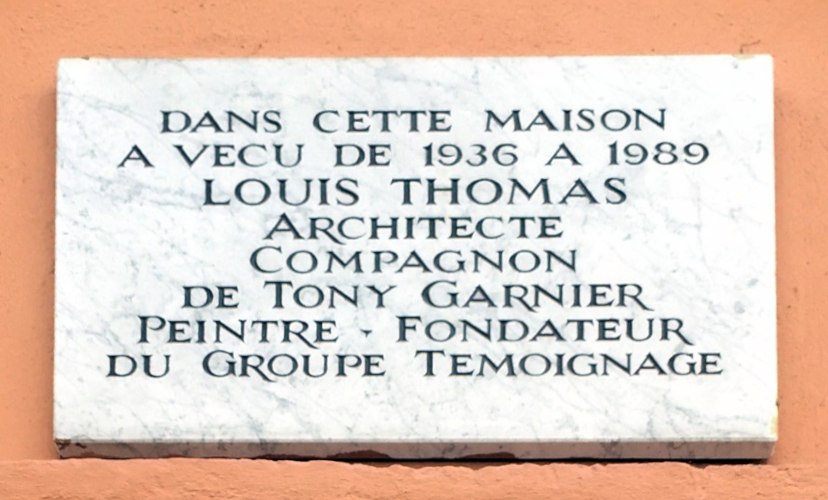
Plaque Louis Thomas.
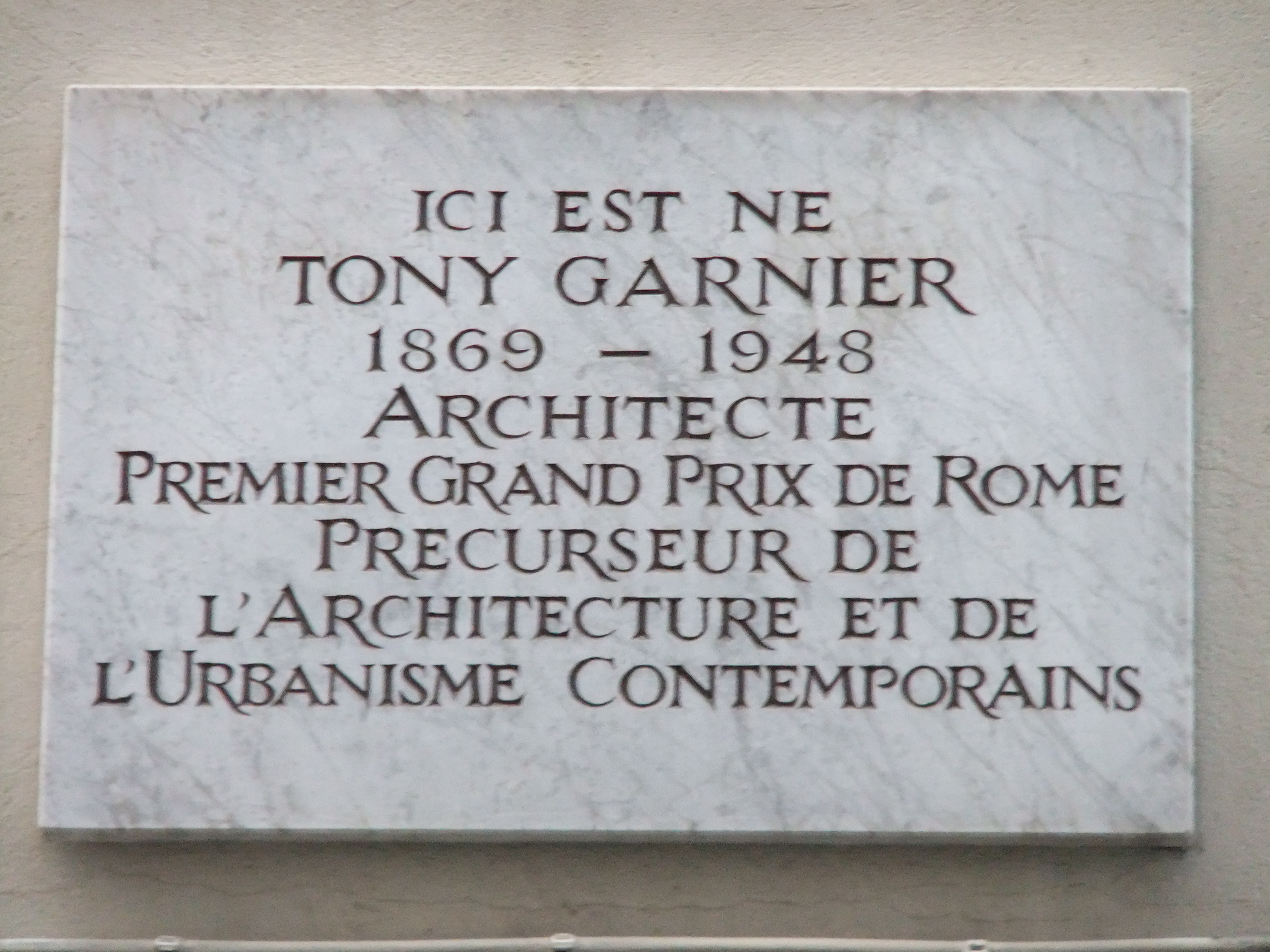
Plaque Tony Garnier.